# Pariëtale kwab
De pariëtale kwabben  of lobi parietales maken deel uit van de grote hersenen en bevinden zich boven de occipitale kwabben en de temporale kwabben en achter de frontale kwabben.
De pariëtale kwabben spelen een rol bij het aaneensluiten van de signalen van de zintuigen en bij het ruimtelijk inzicht. Zij bestaan uit, van voor naar achter, de primaire en secundaire somatosensibele schors, de cortex parietalis posterior en de secundaire visuele schors. 